# Karel Bodlák
Karel Bodlák (* 3. November 1903 in Sobieslau; † 1. Februar 1989 in Prag) war ein tschechischer Literaturkritiker, Dichter und Lehrer.

## Leben
Er studierte am Lehrerinstitut in Sobieslau und bis 1924 an der pädagogischen Hochschule in Prag. Nach seinem Studium lehrte er tschechische Sprache, Erdkunde und Geschichte an Schulen in der Region Kladno, in russischen Karpaten und in Prag. Während der deutschen Besatzung schloss er sich dem Widerstand an. Nach 1945 übernahm er die Leitung des Fachrates für Schulwesen in Prag-Dejvice und trat gleichzeitig eine Stelle am Ministerium für Information an. Seit 1951 nahm er die Lehrtätigkeit auf und begann wieder mit dem Schreiben von Fachartikeln unter anderem für die Zeitungen Cesta, Lidové noviny, Host, Lumír, Literární měsíčník, List pro umění a filozofii, Orientace.

## Werke
Bodlak schrieb Gedichte, Literaturkritik und Essays. Sein Erstlingswerk Elektrischer Dschungel (Elektrická džungle - 1924) rechnete man dem Poetismus zu. Im Mittelpunkt seiner moralischen, pathetischen und meditativen Poesie begegnet man der ewig nach der Erleuchtung suchenden Menschen. Weitere Werke waren Sekunde und Ewigkeit (Vteřina a věčnost, 1946), Traktaten und Diktate (Traktáty a diktáty, 1948). Bodlak war auch war an der redaktionellen Überarbeitung der Sammlungen des Philosophen und Dichters Ladislav Klíma beteiligt, der auf Bodlák großen Einfluss ausübte und dem er auch sein Essay Die Gedankenwelt des Ladislav Klína (Myšlenkový svět Ladislava Klímy) widmete. 